# بيث تويدل
اسمها الكامل إليزابيث كيمبرلي تويدل (بالإنجليزية: Elizabeth Kimberly Tweddle) هي لاعبة جمباز فني بريطانية ولدت في يوم 1 أبريل 1985 في جوهانسبرغ في جنوب أفريقيا. أبرز إنجازاتها هو فوزها بالميدالية البرونزية في دورة الألعاب الأولمبية الصيفية 2012 في لندن في مسابقة العواميد الغير المتساوية. كما فازت بميداليتين ذهبيتين في بطولة العالم 2006 و2010 في مسابقة العواميد الغير المتساوية وفازت بميدالية ذهبية أخرى في المسابقة الأرضية في بطولة 2009 وفازت بميداليتين برونزيتين في مسابقة العواميد الغير المتساوية في بطولتي 2003 و2005.